# Atletismo nos Jogos Olímpicos de Verão da Juventude de 2010 - 10 km marcha atlética masculina
A prova dos 10 km da marcha atlética masculina do atletismo nos Jogos Olímpicos de Verão da Juventude de 2010 foi realizada no dia 22 de agosto, no Estádio Bishan, em Cingapura. 17 corredores estavam inscritos neste evento.

## Medalhistas
| Ouro   | UKR Igor Lyashchenko    |
| Prata  | ECU Óscar Villavicencio |
| Bronze | RUS Pavel Parshin       |

## Final
| Pos.              | Nome                  | País               | Tempo    | Notas           |
| ----------------- | --------------------- | ------------------ | -------- | --------------- |
| Medalha de ouro   | Igor Lyashchenko      | UKR Ucrânia        | 42:43.93 |                 |
| Medalha de prata  | Óscar Villavicencio   | ECU Equador        | 43:46.00 |                 |
| Medalha de bronze | Pavel Parshin         | RUS Rússia         | 44:18.04 |                 |
| 4                 | Leonardo Serra        | ITA Itália         | 45:19.73 |                 |
| 5                 | Wei Xubao             | CHN China          | 45:33.80 |                 |
| 6                 | Tewfik Yesref         | ALG Argélia        | 45:38.46 |                 |
| 7                 | Jesús Vega            | MEX México         | 46:08.16 |                 |
| 8                 | Yauhen Zaleski        | BLR Bielorrússia   | 46:52.38 |                 |
| 9                 | Álvaro Martín         | ESP Espanha        | 47:04.10 |                 |
| 10                | Tyler Sorensen        | USA Estados Unidos | 47:07.77 |                 |
| 11                | Blake Steele          | AUS Austrália      | 48:00.85 |                 |
|                   | Hazem Alhasan Alahmad | SYR Síria          |          | Não completou   |
|                   | Matthew Holcroft      | NZL Nova Zelândia  |          | Não completou   |
|                   | Kuldeep Kumar         | IND Índia          |          | Não completou   |
|                   | Ivan Salyakhov        | KAZ Cazaquistão    |          | Não completou   |
|                   | Eider Arevalo         | COL Colômbia       |          | Desclassificado |
|                   | Marius Šavelskis      | LTU Lituânia       |          | Desclassificado |